# Dee Winters
De'Monderick Winters (Brenham, Texas; 17 de octubre de 2000) más conocido como Dee Winters, es un jugador profesional estadounidense de fútbol americano, se desempeña en la posición de linebacker en San Francisco 49ers, en la National Football League (NFL).

## Carrera
Fue seleccionado en la Reunión Anual de Selección de Jugadores de la NFL de 2023. Hizo su debut profesional con el equipo San Francisco 49ers, lleva jugando una temporada.